# Riyal
El riyal (en àrab ريال, riyāl, pl. ريالات, riyālāt) és la unitat monetària oficial de l'Aràbia Saudita i de Qatar: 
- Riyal de Qatar (codi ISO 4217: QAR)
- Riyal saudita (SAR)

Les dues monedes tenen una taxa de canvi molt semblants. Segons dades de 31 de març del 2006: 
- 1 QAR = 4,4094 EUR = 3,6831 USD
- 1 SAR = 4,5434 EUR = 3,7506 USD

Si bé en àrab i en persa s'escriu igual, s'acostuma a transcriure rial la moneda del Iemen, l'Iran i Oman. Vegeu també, doncs, rial iemenita (YER), rial iranià (IRR) i rial omanita (OMR).
La moneda agafa el seu nom del "real de plata" encunyat per primer cop per Pere el Cruel de Castella (1350-1359) i després per Ferran I de Portugal (1367-1383). Va ser moneda a Espanya fins al 1870 i a Portugal fins al 1910. Fou declarada moneda de l'Aràbia Saudita el 1935. Als Emirats Àrabs Units va entrar en vigor el 1966, però el 1972 fou substituït pel riyal de Qatar i Dubai i el 1973 pel dirham (però el riyal va subsistir a Qatar).